# 3 Lekka Dywizja Kawalerii (Francja)
3 Lekka Dywizja Kawalerii – lekka dywizja kawalerii armii francuskiej w czasie II wojny światowej.
W trakcie kampanii francuskiej 1940 składała się z następujących jednostek:
- 5 Brygada Kawalerii
  - 4 Pułk Huzarów
  - 6 Pułk Dragonów

- 13 Lekka Brygada Zmechanizowana
  - 3 Pułk Samochodów Pancernych
  - 2 Pułk Dragonów Zmotoryzowanych
  - 3 Dywizyjny Szwadron Przeciwpancerny (12 działek ppanc. 25 mm)
  - 3 Dywizyjny Szwadron Warsztatowy

- 72 Pułk Artylerii
  - dywizjon armat 75 mm
  - dywizjon haubic 105 mm
  - 10 Bateria Przeciwpancerna 72 Pułku artylerii (4 działka 47 mm)

- Kompania Saperów 49/1
- Mieszana Kompania Łączności 49/84
- Kompania Transportu Konnego 49/21
- Kompania Transportu Zmotoryzowanego 149/21
- 49 Dywizyjna Grupa Kwatermistrzowska
- 49 Dywizyjna Grupa Medyczna

Dywizja ta nie posiadała przewidzianych etatem baterii artylerii przeciwlotniczej ani eskadry obserwacyjnej.